# ゴードン・ムーア

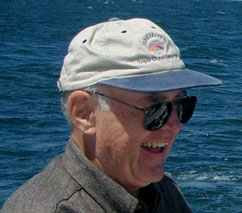
魚釣りを楽しむゴードン・ムーア(2005年ごろ)

ゴードン・ムーア（Gordon E. Moore, 1929年1月3日 - 2023年3月24日）は、アメリカ合衆国の電気工学者、実業家。半導体メーカーであるインテル（英語: Intel Corporation）の共同創業者。

## 経歴
1929年、サンフランシスコ南部の太平洋岸の小さな田舎町で生まれた。中学生の頃におもちゃの実験セットで黒色火薬などを作って遊んでいるうちに科学に興味を持ち、高校時代にはニトログリセリンを作ったこともあった。
1946年、サンノゼ州立大学へ進学。専攻は化学、副専攻は数学を学び、1948年に化学の上級カリキュラムを学ぶためカリフォルニア大学バークレー校に転籍し1950年に卒業した。すぐにカリフォルニア工科大学大学院に進学。赤外線分光学分野の研究で化学博士号を取得した。修了後はジョンズ・ホプキンズ大学応用物理研究所に入所した。しかし研究チームの解散とともに退所した。
1956年、ウィリアム・ショックレー博士に誘われてショックレー半導体研究所に入社。ここで盟友ロバート・ノイスに出逢う。だが博士との折り合いの悪さからノイスら7人の仲間とともに同社を退社した。後にこの8人の研究員は「八人の裏切り者」と呼ばれることになる。
起業家アーサー・ロックの支援により、ムーアは仲間とともに1957年にフェアチャイルドセミコンダクターを設立した。1961年にはICの大量生産に乗り出し、60年代半ばには世界最大の半導体メーカーとなった。1963年には同社に面接に来たアンドルー・グローヴを採用した。
しかし会社が大きくなるにつれて人事を巡る問題が生じ、経営陣に強い不満を持っていたノイスと共に会社を去った。そして1968年7月18日にインテルを設立した。翌8月に従業員第一号としてグローヴを採用した。インテルは、1970年に世界初のDRAMを、翌年には世界初のマイクロプロセッサ4004を開発、発売するなどして成功を収めた。
1979年にはインテル会長に就任。ノイスは副会長、グローヴは社長という体制になった。1979年から1987年までCEO（最高経営責任者）を務め、同社を世界的な半導体メーカーに育てた。
インテルを退社後は妻であるベティ・ムーアとともに2000年「ゴードン・アンド・ベティ・ムーア財団」を設立。環境保護活動、医療（患者ケア）、科学研究、サンフランシスコ・ベイエリアのプロジェクトなどの支援に毎年3億ドルを寄付している。また同財団の資産は64億ドルでアメリカ最大級である。
2023年3月24日に、米ハワイ州の自宅で94歳で死去した。

## 後世への影響
1965年にムーアが唱えた「ムーアの法則」は、半導体産業のガイドライン的な役割を果たすようになる。『日本経済新聞』コメンテーターの中山淳史はムーアの法則について、「GAFA誕生の下地をつくったともいえ、現在もハイテク産業の指針」と評している。

## 受賞歴
- 1990年 - アメリカ国家技術賞
- 1993年 - ジョン・フリッツ・メダル
- 1997年 - IEEEファウンダーズメダル
- 2002年 
  - バウアー賞ビジネスリーダーシップ部門
  - 大統領自由勲章[7]
- 2003年 - C&C賞
- 2008年 - IEEE栄誉賞
- 2010年 - ダン・デイヴィッド賞